# Нохчо (ансамбль)
Государственный фольклорный ансамбль песни и танца «Нохчо́» (чечен. Нохчо — Чеченец) — фольклорный ансамбль песни и танца Чеченской республики.

## История
В 1992 году группа единомышленников во главе с Дикалу Музакаевым вышла из состава ансамбля «Вайнах» и создала новый ансамбль «Нохчо». Начинать пришлось с нуля — не было костюмов, реквизита, музыкальных инструментов, помещения, зарплаты. Первое время работали на одном энтузиазме. Но благодаря добровольным помощникам нашлось и помещение, и финансирование.
Репетировали в здании общества глухих. После первых концертов пришло признание зрителей. Затем и власть заметила ансамбль — ему дали государственный статус и финансирование. Благодаря государственной поддержке ансамбль смог сосредоточиться на творческом процессе. Вскоре пришли первые успехи — в 1993 году на международном фестивале в городе Айдин (Турция) ансамбль завоевал Гран-при. Затем была одержана победа на фестивале в Прибалтике.
Из-за начавшейся в декабре 1994 года первой чеченской войны ансамбль потерял ту небольшую материальную базу, что успел нажить за свою короткую историю. Чтобы помочь народу в преодолении трудностей войны, ансамбль первым из коллективов Чечни начал давать концерты для населения. Первый такой концерт состоялся в октябре 1995 года в уцелевшем Доме культуры химиков.
После возвращения сепаратистов ансамбли «Вайнах» и «Нохчо» объединили под предлогом экономии средств. Значительная часть коллектива осталась без работы. Дикалу Музакаев вынужден был перебраться в Ингушетию, где возглавил государственный ансамбль «Ингушетия». «Нохчо» практически прекратил существование.
В 2001 году ансамбль был возрождён. Первое время его положение было очень неустойчивым. Однако вскоре ансамбль получил государственную поддержку. В 2010 году была создана новая программа. Ансамбль с успехом выступил на V и VII фестивалях мастеров искусств Южного федерального округа, на III Дельфийских играх в Волгограде, открытии первой летней Спартакиады школьников России в Саратове, других мероприятиях. Хорошо зарекомендовала себя вокальная девичья группа ансамбля под руководством Таисы Элибаевой.
В 2011 году ансамбль принял участие в X Дельфийских играх в Твери и стал победителем в номинации «Народный танец».